# Häränpää (ö i Norra Savolax, Kuopio)
Häränpää är en ö i Finland. Den ligger i sjön Pieni-Pieksä och i kommunen Kuopio i den ekonomiska regionen  Kuopio ekonomiska region  och landskapet Norra Savolax, i den centrala delen av landet, 400 km nordost om huvudstaden Helsingfors. Öns area är 1,5 hektar och dess största längd är 230 meter i sydöst-nordvästlig riktning.